# Kitty Winn
Kitty Winn (* 21. Februar 1944 in Washington, D.C.; eigentlich Katherine Tupper Winn) ist eine US-amerikanische Schauspielerin.

## Biografie
Kitty Winn wurde 1944 als Katherine Winn in Washington, D. C. als Tochter des Offiziers James Julius Winn (1907–1990) und dessen Frau Marie Pender Brown (genannt „Molly“, 1912–1997) geboren. Ihre Mutter war die Stieftochter des hochdekorierten US-amerikanischen Generals und Staatsmannes George C. Marshall (1880–1959), der 1930 in zweiter Ehe die verwitwete Katherine Brown geheiratet hatte. Ihr Vater, gebürtig aus Fauquier County, Virginia, diente beim Militär und so verbrachte Winn die Kindheit oft gemeinsam mit ihrem Bruder Jimmy bei den Großeltern in Dodona Manor, in Leesburg, Virginia. Ende der 1960er Jahre fand sie Aufnahme an William Balls renommiertem American Conservatory Theater und debütierte 1969 in einer Inszenierung von Anton Tschechows Drei Schwestern als Irina neben Michael Learned am New Yorker Broadway. Anfang der 1970er Jahre begann Winn parallel zu ihrer Theaterkarriere in Film- und Fernsehproduktionen aufzutreten und es folgten kleine Rollen in John Llewellyn Moxeys Fernsehfilm Das Geisterhaus (1970) und Anthony Harveys moderner Sherlock-Homes-Variante Der verkehrte Sherlock Holmes (1971), in denen sie neben so bekannten Akteuren wie George C. Scott, Barbara Stanwyck oder Joanne Woodward agierte.
Der Durchbruch als Schauspielerin stellte sich 1971 ein, als sie die weibliche Hauptrolle in Jerry Schatzbergs Panik im Needle Park erhielt. In dem mit einer Handkamera inszenierten Drama mimt Winn gemeinsam mit dem damals noch unentdeckten Theatermimen Al Pacino ein junges Paar aus New York, das der Rauschgiftsucht verfällt und in die Kriminalität abdriftet. Der Film feierte seine Premiere im Jahr seiner Entstehung auf den Filmfestspielen von Cannes, wo er im Wettbewerb um die Goldene Palme vertreten war und später für seine authentisch wirkende Milieu-Zeichnung und die lebendige Fotografie gelobt wurde. Der Part der Helen, einer Studentin aus dem Mittleren Westen, die sich aus Liebe zu ihrem Freund (gespielt von Al Pacino) der Drogensucht hingibt und später prostituiert, brachte Winn den Darstellerpreis in Cannes ein, wo sie gegen so renommierte Kolleginnen wie Julie Christie (Der Mittler) oder Lee Remick (Die größten Gauner weit und breit) triumphierte.
Während sich für Al Pacino Panik im Needle Park als Karrieresprungbrett erwies, gelang es Kitty Winn nicht, an den Erfolg ihrer zweiten Kinorolle anzuknüpfen. Nach dem Engagement als Ophelia in einer Off-Broadway-Produktion von William Shakespeares Hamlet (1972) neben Linda Hunt, James Earl Jones und Raúl Juliá folgte eine größere Nebenrolle in William Friedkins mehrfach für den Oscar nominiertem Horrorfilm Der Exorzist (1973), in dem sie jedoch im Schatten ihrer Filmpartnerinnen Linda Blair und Ellen Burstyn stand. Nach mehreren Nebenrollen und Gastauftritten in Film und Fernsehen (unter anderem in den Serien Die Straßen von San Francisco, 1973; Kojak, 1977) schlüpfte sie für John Boormans Fortsetzung von Friedmans kultisch verehrtem Werk, Exorzist II – Der Ketzer (1977), erneut in die Rolle der Sharon. Ein Jahr später beendete Winn ihre Filmkarriere im Alter von 34 Jahren mit der Hauptrolle in Noel Blacks Horrorfilm Tödliche Spiegel und widmete sich fortan der Arbeit am Theater und ihrer Familie. Die dreizehn Spielfilme, in denen sie zwischen 1970 und 1978 aufgetreten war, waren fast ausschließlich Filmdramen gewesen. Winn heiratete den Los Angeleser Anwalt und Geschäftsmann Morton Winston. Aus der Ehe ging eine gemeinsame Tochter hervor.
Im Dezember 2006 geriet die 1,64 m große Schauspielerin in die Berichterstattung der internationalen Medien, als sie ein Gemälde von Winston Churchill bei dem Londoner Auktionshaus Sotheby’s versteigern ließ. Das 1951 in Marokko entstandene, lange Zeit als verschollen geltende Landschaftsporträt „View of Tinherir“ hatte ihr Großvater George C. Marshall 1953 als Geschenk von dem ehemaligen britischen Premierminister erhalten. Ein anonymer Telefonanbieter ersteigerte es für eine Summe von 612.800 Pfund (circa 906.000 Euro), zweimal so hoch wie die ursprüngliche Vorverkaufsschätzung.

## Filmografie (Auswahl)
- 1970: Das Geisterhaus (The House That Would Not Die, Fernsehfilm)
- 1971: Der verkehrte Sherlock Holmes (They Might Be Giants)
- 1971: Panik im Needle Park (The Panic in Needle Park)
- 1972: Man on a String (Fernsehfilm)
- 1973: Die Straßen von San Francisco (The Streets of San Francisco, Fernsehserie, Episode: Barbaras Baby)
- 1973: Der Exorzist (The Exorcist)
- 1975: Die falsche Schwester (Peeper)
- 1975: Miles to Go Before I Sleep (Fernsehfilm)
- 1976: Most Wanted (Fernsehserie, eine Episode)
- 1977: Exorzist II – Der Ketzer (Exorcist II: The Heretic)
- 1977: The Last Hurrah (Fernsehfilm)
- 1978: Tödliche Spiegel (Mirrors)

## Auszeichnungen
- 1971: Darstellerpreis der Internationalen Filmfestspiele von Cannes für Panik im Needle Park